# Achaea dasybasis
Achaea dasybasis is een vlinder van de familie van de spinneruilen (Erebidae). De wetenschappelijke naam van deze soort is voor het eerst voorgesteld door George Francis Hampson in een publicatie uit 1913.

## Verspreiding
De soort komt voor in Kenia, Tanzania, Zambia, Zimbabwe en Zuid-Afrika.

## Waardplanten
De rups leeft op soorten van het geslacht Loranthus (Loranthaceae).